# Karl Bohle

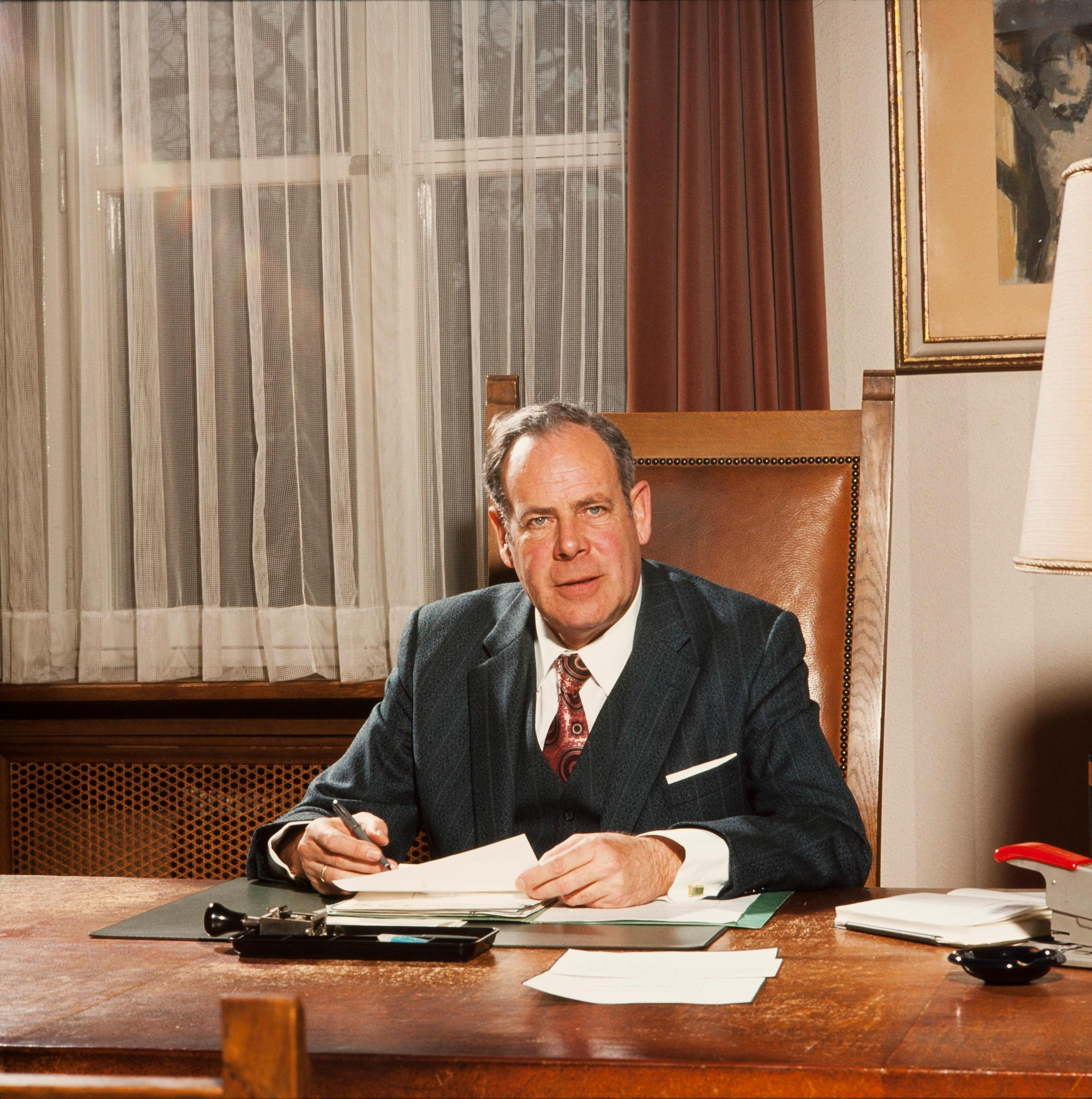
Karl Bohle (1975)

Karl Anton Friedrich Bohle (* 16. Juli 1920 in Dornbirn; † 31. Jänner 1987 ebenda) war ein österreichischer Politiker (ÖVP). Bohle war von 1965 bis 1983 Bürgermeister der Stadt Dornbirn im österreichischen Bundesland Vorarlberg. Mit einer Amtszeit von 19 Jahren ist er der am drittlängsten amtierende Bürgermeister in der Geschichte Dornbirns.

## Leben
Karl Bohle wurde am 16. Juli 1920 als Sohn des Buchhalters und städtischen Bediensteten Anton Bohle und dessen Frau Anna Maria in Dornbirn geboren. Während seiner Schulzeit war Bohle Mitglied der KMV Siegberg. Nach Absolvieren der Matura studierte er Rechtswissenschaften an der Universität Innsbruck, ehe er als Soldat für die deutsche Wehrmacht im Zweiten Weltkrieg eingezogen wurde. Im Jahr 1943 erlitt er im Kriegsgeschehen eine schwere Verletzung infolge derer er zurück nach Hause gebracht wurde. Seit 1944 war er Mitglied der katholischen Studentenverbindung AV Austria Innsbruck im ÖCV. 1947 promovierte Karl Bohle dann an der Universität Innsbruck zum Doktor der Rechtswissenschaften.
Im selben Jahr noch wurde er Leiter der Rechts-, Presse- und Lehrlingsabteilung der Vorarlberger Handelskammer in Feldkirch. Am 2. Oktober 1948 heiratete er in seiner Heimatstadt Helene Herlinde Grabher. 1949 trat er in den Dienst der Dornbirner Gemeindeverwaltung ein und wurde vier Jahre später als Stadtamtsdirektor zu deren Leiter bestellt. Bei den Gemeindevertretungs- und Bürgermeisterwahlen 1965 wurde Karl Bohle von der Dornbirner Volkspartei als Spitzenkandidat für das Amt des Bürgermeisters aufgestellt. Nach der erfolgreichen Wahl, bei der die ÖVP 25 von 36 Mandaten in der Gemeindevertretung erreicht hatte, übernahm er das Amt des Bürgermeisters der größten Stadt des Landes von seinem Parteikollegen Günther Anton Moosbrugger. Auch in zwei weiteren darauf folgenden Wahlen wurde Bohle als Bürgermeister der Stadt bestätigt. 1983 trat er schließlich nach 19 Jahren vom Bürgermeisteramt zurück und übergab dieses an seinen Nachfolger Rudolf Sohm.
Am 2. Dezember 1983 wurde Karl Bohle die Ehrenbürgerschaft der Stadt Dornbirn verliehen. Etwas mehr als drei Jahre danach, am 31. Jänner 1987, starb Bohle im Alter von 66 Jahren in Dornbirn.